# Темплвілл (Меріленд)
Темплвілл (англ. Templeville) — місто (англ. town) в США, в округах Графство королеви Анни і Керолайн штату Меріленд. Населення — 113 особи (2020).

## Географія
Темплвілл розташований за координатами 39°8′8″ пн. ш. 75°46′2″ зх. д. / 39.13556° пн. ш. 75.76722° зх. д. (39.135553, -75.767272).  За даними Бюро перепису населення США в 2010 році місто мало площу 0,21 км², уся площа — суходіл. В 2017 році площа становила 0,13 км², уся площа — суходіл.

## Демографія
Згідно з переписом 2010 року, у місті мешкало 138 осіб у 39 домогосподарствах у складі 27 родин. Густота населення становила 667 осіб/км².  Було 43 помешкання (208/км²).
Расовий склад населення:
| - 47,8 % — білих - 0,7 % — корінних американців - 50,7 % — осіб інших рас |

До двох чи більше рас належало 0,7 %. Частка іспаномовних становила 60,1 % від усіх жителів.
За віковим діапазоном населення розподілялося таким чином: 27,5 % — особи молодші 18 років, 66,0 % — особи у віці 18—64 років, 6,5 % — особи у віці 65 років та старші. Медіана віку мешканця становила 27,3 року. На 100 осіб жіночої статі у місті припадало 102,9 чоловіків;  на 100 жінок у віці від 18 років та старших — 112,8 чоловіків також старших 18 років.
Середній дохід на одне домашнє господарство  становив 53 160 доларів США (медіана — 45 481), а середній дохід на одну сім'ю — 48 108 доларів (медіана — 44 286). За межею бідності перебувало 16,4 % осіб, у тому числі 0,0 % дітей у віці до 18 років та 0,0 % осіб у віці 65 років та старших.
Цивільне працевлаштоване населення становило 90 осіб. Основні галузі зайнятості: будівництво — 27,8 %, мистецтво, розваги та відпочинок — 22,2 %, сільське господарство, лісництво, риболовля — 22,2 %.